# Leandro Domingues
Leandro Domingues Barbosa, född 24 augusti 1983 i Vitória da Conquista, Bahia, död 1 april 2025 i Salvador, Bahia, var en brasiliansk fotbollsspelare.
Han blev utsedd till J.Leagues mest värdefulla spelare 2011 och var med i "Best Eleven" 2011 och 2012.